# Ou Jingbai
Ou Jingbai (förenklad kinesiska: 欧敬柏; traditionell kinesiska: 歐敬柏; pinyin: Ōu Jìngbǎi), född den 2 juni 1971, är en kinesisk softbollspelare.
Hon tog OS-silver i samband med de olympiska softboll-turneringarna 1996 i Atlanta.